# Розыск Юргена Конингса
Розыскные мероприятия бельгийской полицией в отношении солдата Юргена Конингса (нидерландский: [ˈjyːrɣə(ŋ) ˈkoːniŋks] р. 18 сентября 1974 года) начались 18 мая 2021 года. Это случилось после того, как было обнаружено, что Конингс, бельгийский солдат, подозреваемый в ультраправом экстремизме, накануне присвоил несколько единиц оружия из военных казарм в Леопольдсбурге, а также были обнаружены прощальные письма, содержащие угрозы убийством в адрес бельгийского правительства и некоторых вирусологов в связи с продолжающейся пандемией COVID-19.
20 июня 2021 года бельгийские СМИ сообщили, что в лесу Дилсербос было найдено тело, которое вероятно принадлежит Юргену Конингсу. Через день Федеральная прокуратура подтвердила, что Конингс покончил жизнь самоубийством в результате выстрела из огнестрельного оружия.
История Юргена Конингса вызвала большой интерес во всём мире, были опубликованы различные мнения в СМИ, как в поддержку, так и в осуждение беглого солдата.